# Венген
Венген је насељено место у Швајцарској у кантону Берн. Познат је скијашки центар у ком се одржавају трке Светског купа у алпском скијању. 